# Wiktor Ungar
Wiktor Henryk Ungar (ur. 3 sierpnia 1861 w Drohobyczu, zm. 1921 we Lwowie) – prawnik, narodowiec.

## Życie
Uczęszczał do gimnazjum w rodzinnym mieście, po ukończeniu którego studiował na Uniwersytecie Lwowskim. W 1885 uzyskał doktorat z prawa na Uniwersytecie Jagiellońskim. Od 1892 prowadził we Lwowie kancelarię adwokacką. W 1895 został przyjęty do Ligi Narodowej. Był wydawcą i redaktorem naczelnym „Przeglądu Wszechpolskiego”.